# Riudefoix
Riudefoix, també coneguda com La Baronia de Riudefoix, és un casal situat al municipi de Sant Martí Sarroca. És una obra protegida com a bé cultural d'interès local.

## Descripció
Situat al nord del terme, a la riba dreta del riu de Foix, es tracta d'un edifici d'origen medieval, a cavall entre els estils gòtic i renaixentista. Apareix documentat en els fogatges de 1653. El casal és de planta quadrangular, murs de gruixor destacada i contraforts, així com una coberta a quatre vessants. Les portes són adovellades i la pedra s'utilitza tant com a material constructiu, com per a l'ornamentació d'obertures i detalls escultòrics. També incorpora una capella amb elements romànics, un baluard i un antic molí.

## Història
Els orígens de la Baronia de Riudefoix són medievals. No se sap amb certesa si el molí és el mateix que l'any 1086 apareix documentat en el testament de Ramon Mir. La casa de Riudefoix es troba documentada en el fogatge de l'any 1653.